# عاشقة تحت العشرين (فلم)
عاشقة تحت العشرين (باسمة بين الدموع) فيلم سينمائي سوري من إنتاج العام 1986 مقتبس عن رواية باسمة بين الدموع للدكتور عبد السلام العجيلي 

## قصة الفيلم
(سليمان) محامٍ شاب مخلص لمبادئه، يحب الفتاة (باسمة) ويتفقان على الزواج، ومن أجل أن يتم الزواج فإن المحامي يخوض معركة بالغة المرارة مع خصومه، ويكاد أن ينتصر لولا تردده في حسم الأمور التي واجهته، فيخسر المعركة ويخسر حبيبته أيضاً.

## فريق العمل
سيناريو: محمد شاهين، وديع يوسف
إخراج: وديع يوسف
إنتاج وتوزيع: الغانم للسينما
تصوير: جورج لطفي الخوري
إضاءة: حسام الدين موصللي
مونتاج: زهير دايه

## بطولة
- ناجي جبر (سليمان)
- نبيلة النابلسي (باسمة)
- ممدوح الأطرش
- حياة نديم
- غادة واصف
- فريد سامي
- حنان شعراوي
- خالد الفرا
- سمير المصري
- كريمان بارودي